# Nexon (Haute-Vienne)
Nexon település Franciaországban, Haute-Vienne megyében. Lakosainak száma 2542 fő (2022. január 1.). Nexon Jourgnac, La Meyze, Janailhac, Flavignac, Meilhac, Rilhac-Lastours, Saint-Hilaire-les-Places és Saint-Maurice-les-Brousses községekkel határos.

## Népesség
A település népességének változása:
| Lakosok száma | 2537 | 2568 | 2590 | 2539 | 2524 | 2509 | 2511 | 2512 | 2542 |
|               | 2013 | 2015 | 2016 | 2017 | 2018 | 2019 | 2020 | 2021 | 2022 |